# 야! 일요일이다
야! 일요일이다는 MBC에서 방영되었던 예능프로그램이다.

## 진행자
- 이용식
- 최혜영